# 秋良貞臣
秋良 貞臣（あきら さだおみ、天保12年4月1日（1841年5月21日） - 明治38年（1905年）4月20日）は、幕末から明治時代の武士、塩業家。通称は雄太郎。

## 経歴・人物
秋良貞温の長男として周防熊毛郡阿月に生まれる。藩校明倫館で学び、長門萩藩士として倒幕運動に参加。慶応2年（1866年）の長州征討では第二奇兵隊らと共に大島口の戦いに参戦した。
維新後は山口県に出仕し、山口県官として萩の乱の鎮圧などに当たった。平時は勧業担当をつとめ、殖産興業に尽力。土管製造や山林開拓、海苔養殖など幅広い分野で活躍した。官を辞した後、防長塩田会を結成し、明治12年（1879年）防長塩田会社の社長となる。のち十州塩田惣代人、組合本部長、大日本塩業同盟会委員長などを歴任し、日本の製塩業界を牽引。食塩の輸送・取引の近代化に取り組み、ロシアを始めとした海外への食塩輸出を行う。また、国の塩業諮問会や水産諮問会に県の代表として出席し、明治31年（1898年）に塩業調査会が設立されると委員に任命された。著作に『煮海私記』（全14巻）など。